# 애슐리 버실리
애슐리 버실리(Ashley Buccille, 1986년 1월 30일 ~ )는 미국의 배우, 텔레비전 배우, 성우, 영화배우이다.

## 영화
- 텀블위즈 (1999년)
- 클리프 세븐 (1996년)
- 페노메논 (1996년)